# Emilie Mundt
Caroline Emilie Mundt (Sorø, 22 de agosto de 1842 – Frederiksberg, 25 de octubre de 1922) fue una pintora danesa, conocida por sus retratos de niños.

## Biografía
Su padre, Carl Mundt, fue catedrático de matemáticas en la Academia Sorø. Su madre falleció cuando ella tenía tres años, y su padre se mudó con toda la familia a Copenhague. De niña, en su casa siempre había discusiones políticas y filosóficas, pues su padre era también miembro del Grundlovgivende Rigsforsamling (la Asamblea Constitucional) y su tío, J.H. Mundt, era el alcalde de Copenhague. 

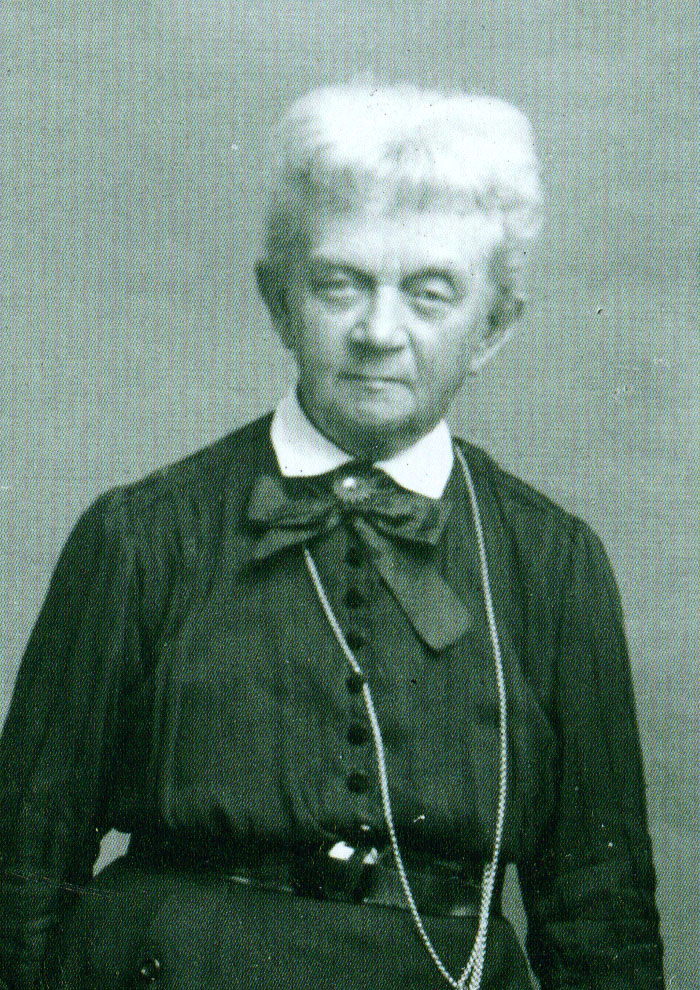
Emilie Mundt (1915).

Ella y su hermana, Jacobine, recibieron educación básica en el Colegio Zahle, y en 1861 hizo el examen para convertirse en tutora privada. Aun así, su profesor de dibujo, Frederik Helsted, estuvo tan impresionado con su talento artístico que, después de su graduación, se convirtió en profesora de dibujo y escritura en la escuela.
A los treinta años de edad, finalmente decidió convertirse en artista y se matriculó en la "Escuela de Pintura para Mujeres" operada por Vilhelm Kyhn. Fue allí donde conoció a su pareja, Marie Luplau. En 1875, intentó sin éxito obtener la admisión a la Real Academia de Bellas Artes de Dinamarca, así que siguiendo el consejo de Elisabeth Jerichau-Baumann, ella y Luplau se fueron a Múnich para continuar sus estudios con Eilif Peterssen.
Durante un periodo más tardío de estudio en París en la Académie Colarossi (1882-1884), fue influida por los trabajos de Jules Breton y Jules Bastien-Lepage. Sus representaciones de las vidas de las personas pobres le sirvieron de inspiración para crear una serie de pinturas sobre las vidas de los niños pobres, muchas de las cuales se realizaron en un orfanato local.
En 1886, ella y Luplau fundaron su propia escuela de pintura para mujeres en Frederiksberg, que estuvo en funcionamiento hasta que 1913. Eran también defensoras diligentes del sufragio de las mujeres y, en 1890, adoptaron a una chica joven llamada Carla. En 1916, se convirtió en una  de los primeros miembros de la "Kvindelige Kunstneres Samfund" (la Sociedad de Arte de Mujeres). Además de las pinturas de niños, es conocida por sus escenas de la vida campesina; muchas fueron creadas durante una estancia en la colonia de arte de Pont-Aven, Bretaña. Una importante exhibición retrospectiva de sus trabajos se presentó en el Museo de las Mujeres de Aarhus en 2007.

## Pinturas selectas

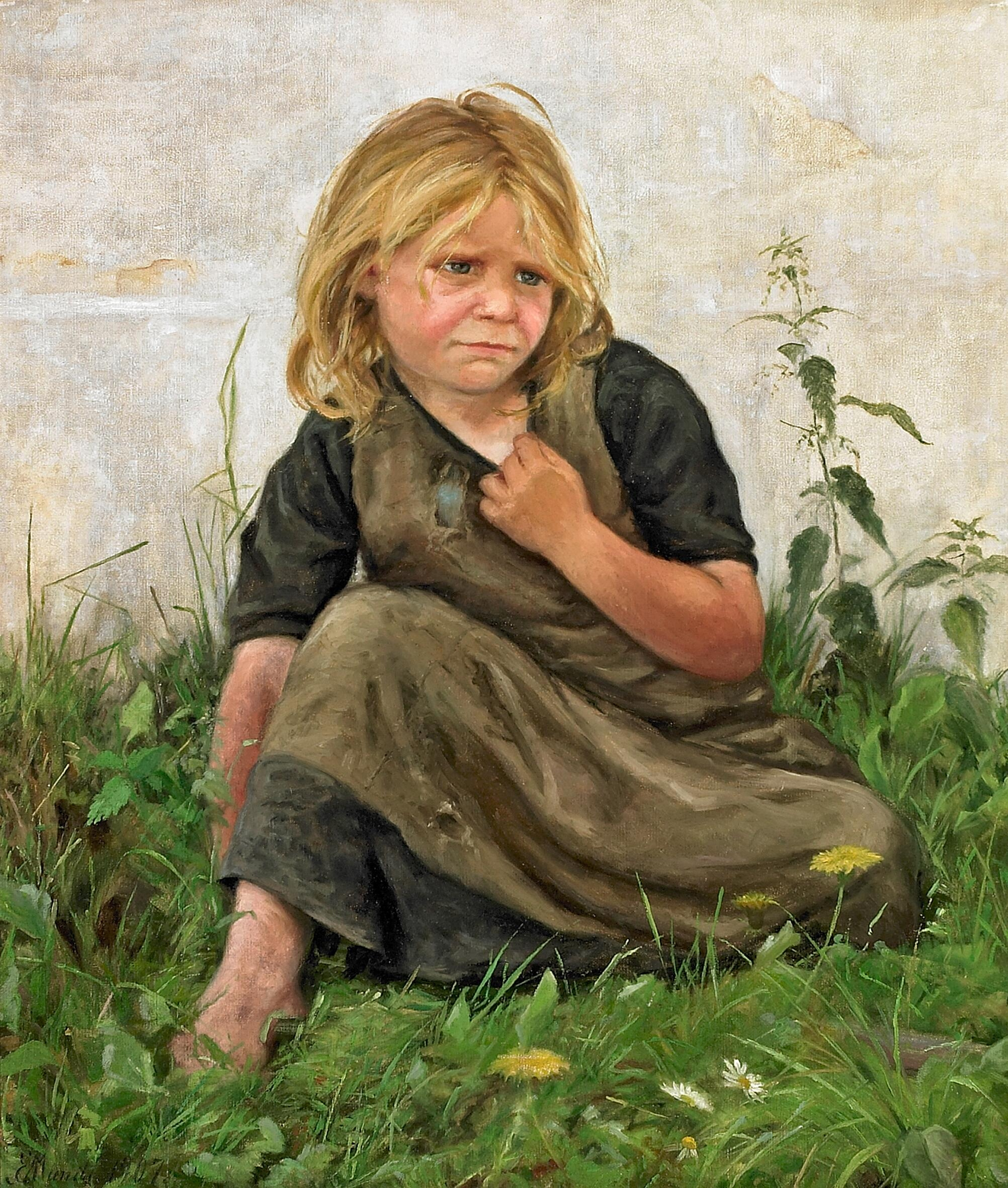
Chica sentada en la hierba.
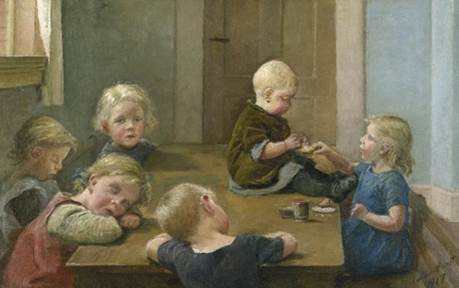
Tras la comida.
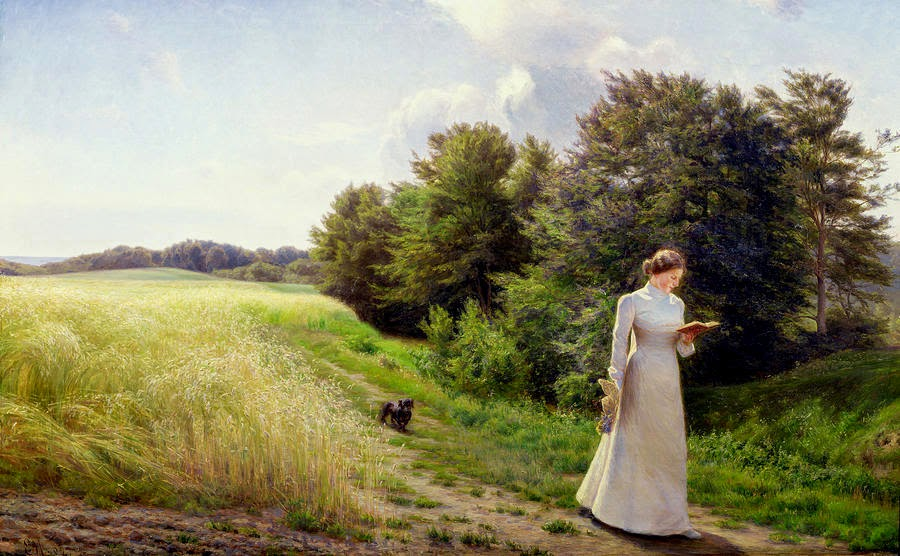
Mujer de blanco, leyendo.
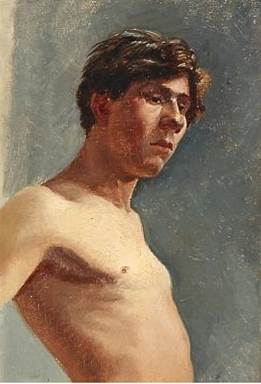
Estudio de un modelo masculino.
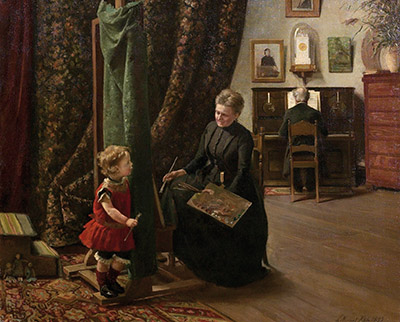
Pintora con infante. (1893)

## Leer más
- Mette Thelle, Efter hjemkomsten: et maleri af Emilie Mundt, Museo de Arte Randers, 1990. ISBN 87-88075-42-7.